# レディ・ジョーンズ/バカチン帝国と失われた秘宝
『レディ・ジョーンズ/バカチン帝国と失われた秘宝』（原題：Bikini Jones and the Temple of Eros）は、2010年公開のアメリカのコメディ・エロティック映画。
フレッド・オーレン・レイが、Nicholas Juan Medina名義で脚本と監督を務めた、ケーブルテレビ向け映画で、インディ・ジョーンズのポルノ版パロディ映画である。

## あらすじ
考古学者のビキニ・ジョーンズ博士（クリスティン・グエン）は、偶然にも「エロスの神殿（Temple of Eros）」と呼ばれる秘密の場所への鍵となる「黄金の偶像（ Golden Idol）」を盗み出すことに成功する。その神殿で「アイーシャのティアラ（Tiara of Ayesha）」を発見した者は、モロニカという国の最高統治者になれるという伝説があり、ジョーンズはティアラを手に入れるため、敵であるイヴィラ・クルエラ（ヘザー・ヴァンデヴェン）と争奪戦を繰り広げることになる。

## キャスト
- ビキニ・ジョーンズ博士 - クリスティン・グエン（ドイツ語版）

考古学者
- Evilla Cruella - ヘザー・ヴァンデヴェン（イタリア語版）
- Mr. Martin - Ted Newsom
- Carol - レベッカ・ラヴ（フランス語版）
- Drago - Frankie Cullen
- Mark X - Billy Chappell
- Security Guard - ブリン・タイラー
- Party Girl - ジェイデン・コール（フランス語版）

## 製作
この映画は、製作会社のRetromedia Entertainmentが製作した。

## 公開
2010年の秋にプレミアムチャンネルであるCinemaxで数回にわたって、決まった時間帯にVOD方式で放送された。2010年3月2日には、DVDでリリースされた。アップルがiTunesでCinemaxアプリを許可した際に、この作品が物議を醸した。

## 評価
DVD Verdictは、この映画が伝染病をプロット・デバイスに使っている点に注目した。また、Tarstarkas.netは、本作に10点満点中8点をつけた。

## 備考
モロニカ（Moronica）という国は、『三ばか大将』の短編『You Nazty Spy!』とその続編『I'll Never Heil Again』にも登場するが、この映画での名前の使用が、オマージュなのか偶然なのかは不明である。